# Encyocrypta bouleti
Encyocrypta bouleti – gatunek pająków z infrarzędu ptaszników i rodziny Barychelidae. Występuje endemicznie na Nowej Kaledonii. Zasiedla wybrzeże morskie.

## Taksonomia
Gatunek ten opisany został po raz pierwszy w 1994 roku przez Roberta Ravena na podstawie dwóch samic odłowionych w 1990 roku. Jako lokalizację typową wskazano górę Port-Boisé na Nowej Kaledonii. Epitet gatunkowy nadano na cześć M. Bouleta w uznaniu jego działań na rzecz ochrony lasów Nowej Kaledonii.

## Morfologia
Holotypowa samica ma ciało długości 18 mm oraz karapaks długości 7,4 mm i szerokości 6,5 mm. Karapaks jest w zarysie prawie jajowaty, ubarwiony pomarańczowobrązowo z brązowymi bokami, brązowym siateczkowaniem i nieco przyciemnioną częścią głowową, porośnięty brązowymi włoskami. Jamki karapaksu są szerokie i proste.  Szczękoczułki są czerwonobrązowe, porośnięte brązowymi szczecinkami, pozbawione rastellum. Bruzda szczękoczułka ma 4 duże zęby i 7 zębów mniejszych na krawędzi przedniej oraz 5 małych ząbków i około 10–15 ziarenek w części środkowo-nasadowej. Szczęki zaopatrzone są w 8–11 tępych kuspuli. Odnóża są pomarańczowobrązowe, miejscami lekko przyciemnione, słabo obrączkowane. Nie występują na nich ciernie bazyfemoralne ani cierniowate kolce. Pazurki ostatniej pary odnóży są uzębione. Opistosoma (odwłok) jest z wierzchu ciemnobrązowa z dużymi, jasnymi plamami na przedzie. Spód opistosomy jest brązowy z podłużnym rozjaśnieniem i jasnym, trójkątnym znakiem. Genitalia samicy mają dwie spermateki, każda o formie dużego, pośrodkowego guzka z krótkim i wąskim płatem bocznym.

## Ekologia i występowanie
Pająk ten występuje endemicznie w Prowincji Południowej Nowej Kaledonii, gdzie zasiedla wybrzeże morskie w okolicy Port-Boisé.
Ptasznik ten wykopuje na oblewanych falami morskich nabrzeżach norki o małej głębokości z wejściem zamkniętym wieczkiem.